# Sant Antoni dels Arcs
Sant Antoni dels Arcs és una església del poble dEls Arcs, al municipi de Bellvís (Pla d'Urgell) inclòs en l'Inventari del Patrimoni Arquitectònic de Catalunya.

## Descripció
Sant Antoni és una església d'una nau, amb façana de gust neoclàssic, si bé els florons i corbes del cos superior recorden encara al barroc. El campanar és al mur est, té forma quadrada i la part superior és acabada amb una espècie de pinacle.
L'obra és de pedra, i les façanes són arrebossades excepte els angles i la part superior de la façana, de pedra vista. La capçalera és plana.
Damunt la porta hi ha la data de 1792 i el rellotge de sol, col·locat damunt el finestral circular de la façana, té la data de 1778.

## Història
Sant Antoni és l'església parroquial del poble d'Els Arcs. Fou realitzada durant el segle xviii, encara que al llarg dels anys ha sofert algunes reformes i actualment es troba molt restaurada.
Aquesta església fou construïda amb l'ajuda dels veïns del poble i actualment són ells, juntament amb el bisbat, els que s'ocupen de les necessitats de l'església.
Al segle xii era filial de l'església major de Balaguer. Ara depèn del Poal.